# Dendropsophus rubicundulus
Espèce
Synonymes
- Hyla rubicundula Reinhardt & Lütken, 1862 "1861"
- Hyla elongata Lutz, 1925

Statut de conservation UICN

 LC  : Préoccupation mineure
Dendropsophus rubicundulus est une espèce d'amphibiens de la famille des Hylidae.

## Répartition
Cette espèce se rencontre dans le biome de Cerrado :
- dans le centre du Brésil ;
- dans l'est de la Bolivie dans le département de Santa Cruz.

Sa présence est incertaine dans l'est du Paraguay.

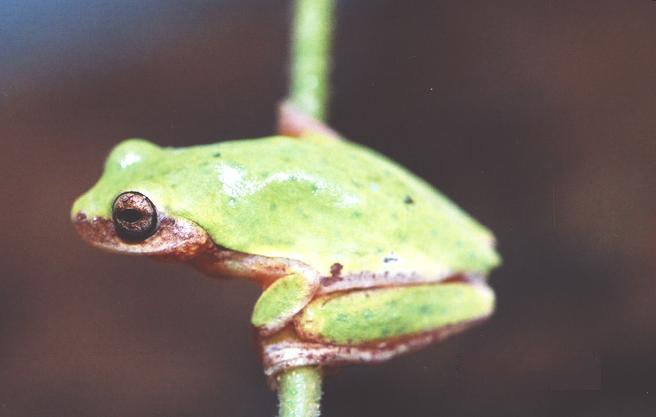
Dendropsophus rubicundulus

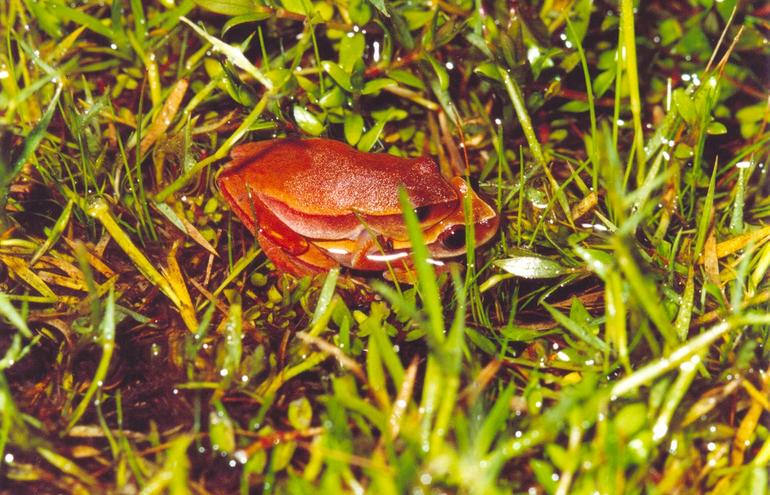
Dendropsophus rubicundulus

## Publication originale
- Reinhardt & Lütken, 1862 "1861" : Bidrag til Kundskab om Brasiliens Padder og Krybdyr. Förste Afdeling Paddern og Oglerne. Videnskabelige meddelelser fra den Naturhistoriske forening i Kjöbenhavn, vol. 1861, no 10/15, p. 143-242 (texte intégral).